# Imigração brasileira no Uruguai
Os brasileiros no Uruguai formam uma grande comunidade brasileiros que vivem no Uruguai.

## História
Há muitas pessoas nascidos no Brasil que vivem no Uruguai, por uma série de razões. Acima de tudo, a fronteira, que é uma das mais permeáveis do mundo; as cidades vizinhas de Rivera e Santana do Livramento, de fato, são como se fossem uma única grande cidade. Como também, as línguas faladas em ambos os países são mutuamente inteligíveis, com uma variante híbrida, o portunhol riverense. Razões históricas também são importantes: quando o Cone Sul foi disputado entre os impérios espanhol e português, uma boa parte do território do atual Uruguai mudou de mãos várias vezes. E, pouco antes do Uruguai nascer como uma nação independente, foi anexado ao Brasil sob o nome de Província Cisplatina. Por último, mas não menos importante, a escravidão foi abolida cedo no Uruguai, mas persistiu no Brasil durante as décadas posteriores, muitos escravos afro-brasileiros fugiram para o Uruguai.

## Atualmente

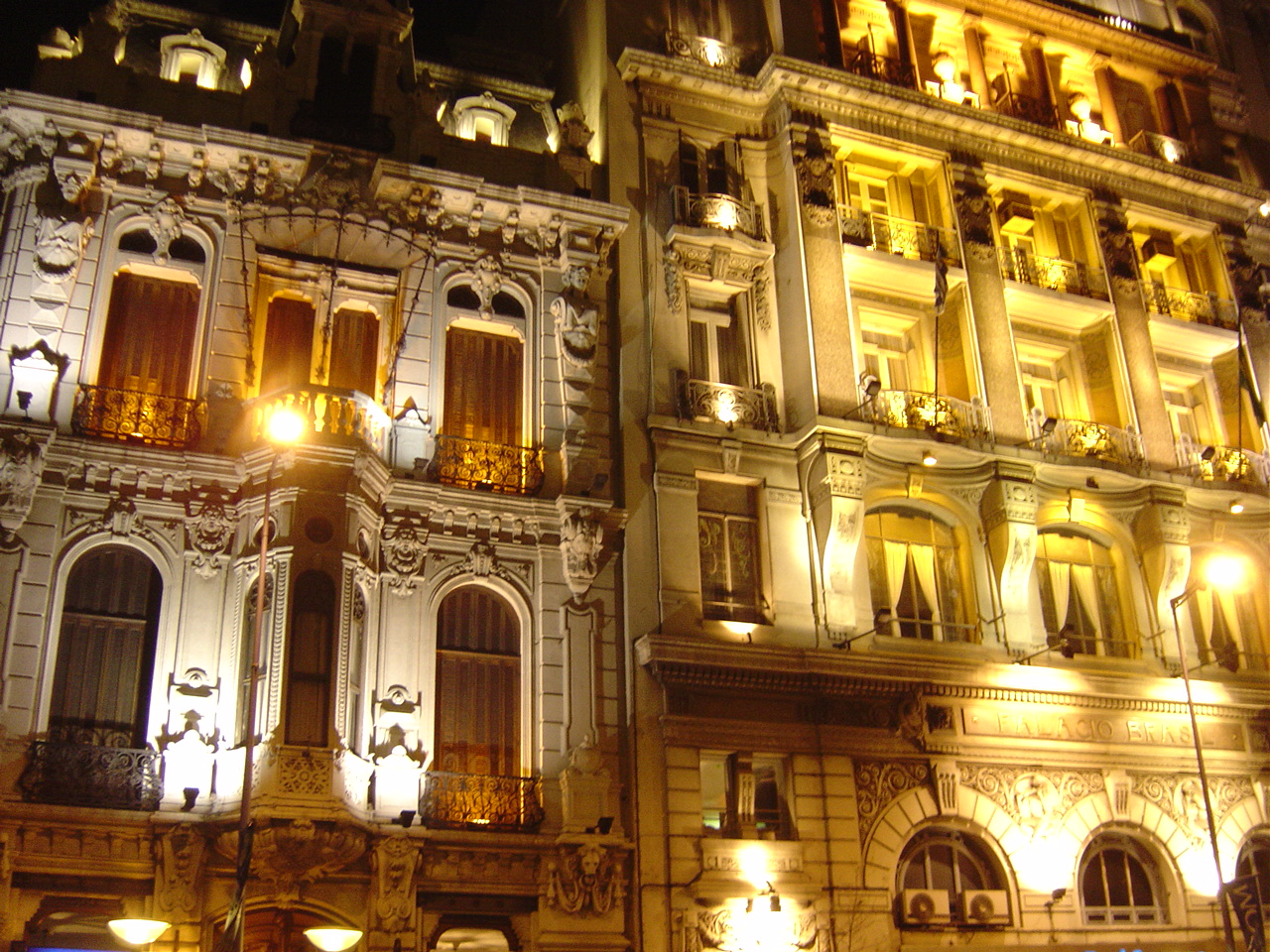
Palacio Brasil, Montevidéu, sede do Club Brasileiro e do Instituto Cultural uruguaio-brasileiro.

O censo uruguaio de 2011 revelou 12 882 pessoas que declararam o Brasil como seu país de nascimento. No ano de 2013, existiam mais de 1 600 trabalhadores brasileiros registrados na segurança social uruguaia.
Brasileiros com boa situação financeira estão cada vez mais escolhendo o litoral de Punta del Este para passar as suas férias de verão, alguns deles até mesmo com residência permanente.
Há um Instituto Cultural uruguaio-brasileiro no centro de Montevidéu, a capital do país.

## Pessoas notáveis
- Irineu Evangelista de Sousa (1813-1889), conhecido localmente como Barão de Mauá, empresário brasileiro e banqueiro.
- Aparício Saraiva (1856-1904), líder político, nascido no Uruguai, mas de pais brasileiros.